# Batrachorhina flavomarmorata
Batrachorhina flavomarmorata là một loài bọ cánh cứng trong họ Cerambycidae.